# Luangiua (langue)
Le luangiua  ou luaniua, aussi appelé Ontong Java ou Lord Howe est une langue polynésienne  parlée  par environ 2 400 personnes sur l'atoll d'Ontong Java dans les îles Salomon. La langue est divisée en deux dialectes, le luangiua et le pelau, parlés sur l'atoll. 

## Phonologie
La phonologie de la langue a peu été étudiée et de nombreuses sources ont des informations contradictoires,.
|           | Labiale | Alvéolaire | Vélaire | Glottale |
| --------- | ------- | ---------- | ------- | -------- |
| Nasale    | m       |            | ŋ       |          |
| Occlusive | p       |            | k       | ʔ        |
| Fricative | v       | s          |         | h        |
| Latérale  |         | l          |         |          |

Notes :
- On ne sait pas si la consonne liquide est un [r] ou un [l]

|         | Antérieure | Centrale | Postérieure |
| ------- | ---------- | -------- | ----------- |
| Fermée  | i          |          | u           |
| Moyenne | e          |          | o           |
| Ouverte |            | a        |             |

Notes :
- Une source plus ancienne liste deux voyelles supplémentaires, [ɑ] et [ə][6].